# Polyendocrinopathie auto-immune
 Mise en garde médicale
Les polyendocrinopathies auto-immune de type 1, 2 et 3 sont un groupe rare hétérogène de maladies auto-immunes liées, mais sans être limitées, à plusieurs organes endocriniens.

## Type 1
La polyendocrinopathie auto-immune de type 1 est une maladie génétique autosomique récessive rare. Elle se manifeste principalement par une hypoparathyroïdie, une insuffisance surrénale et une candidose diffuse, occasionnellement par une alopécie. Elle peut être conjointe à d'autres manifestations auto-immunes tel que la maladie de Biermer, des dysthyroïdies, le diabète de type 1 et la maladie cœliaque,,.
Cette pathologie est dû à une mutation du gène AIRE sur le chromosome 21.

## Type 2
La polyendocrinopathie auto-immune de type 2 appelée également syndrome de Schmidt est une maladie génétique autosomique dominante se manifestant essentiellement par une insuffisance surrénalienne, une maladie thyroïdienne auto-immune (tel que la maladie de Basedow, la thyroïdite de Hashimoto) et/ou un diabète de type 1. 
Elle peut aussi s'accompagner d'hypogonadisme, d'hypoparathyroïdie, d'hépatite auto-immune, de vitiligo, de gastrite auto-immune et d'une myasthénie grave.
C'est une maladie polygénique qui n'a été associée à aucun gène particulier.